# Petrovice (district de Hradec Králové)
Pour les articles homonymes, voir Petrovice.
Petrovice (en allemand : Groß Petrowitz) est une commune du district de Hradec Králové, dans la région de Hradec Králové, en République tchèque. Sa population s'élevait à 289 habitants en 2022.

## Géographie
Petrovice se trouve à 7 km au nord-est de Nechanice, à 19 km à l'est-nord-est de Hradec Králové et à 87 km à l'est-nord-est de Prague.
La commune est limitée par Sukorady au nord, par Petrovičky, Pšánky et Nechanice à l'est, par Lodín au sud, et par Králíky et Myštěves à l'ouest.

## Histoire
La première mention écrite de la localité date de 1355.

## Administration
La commune se compose de deux sections :
- Petrovice
- Kanice

## Galerie

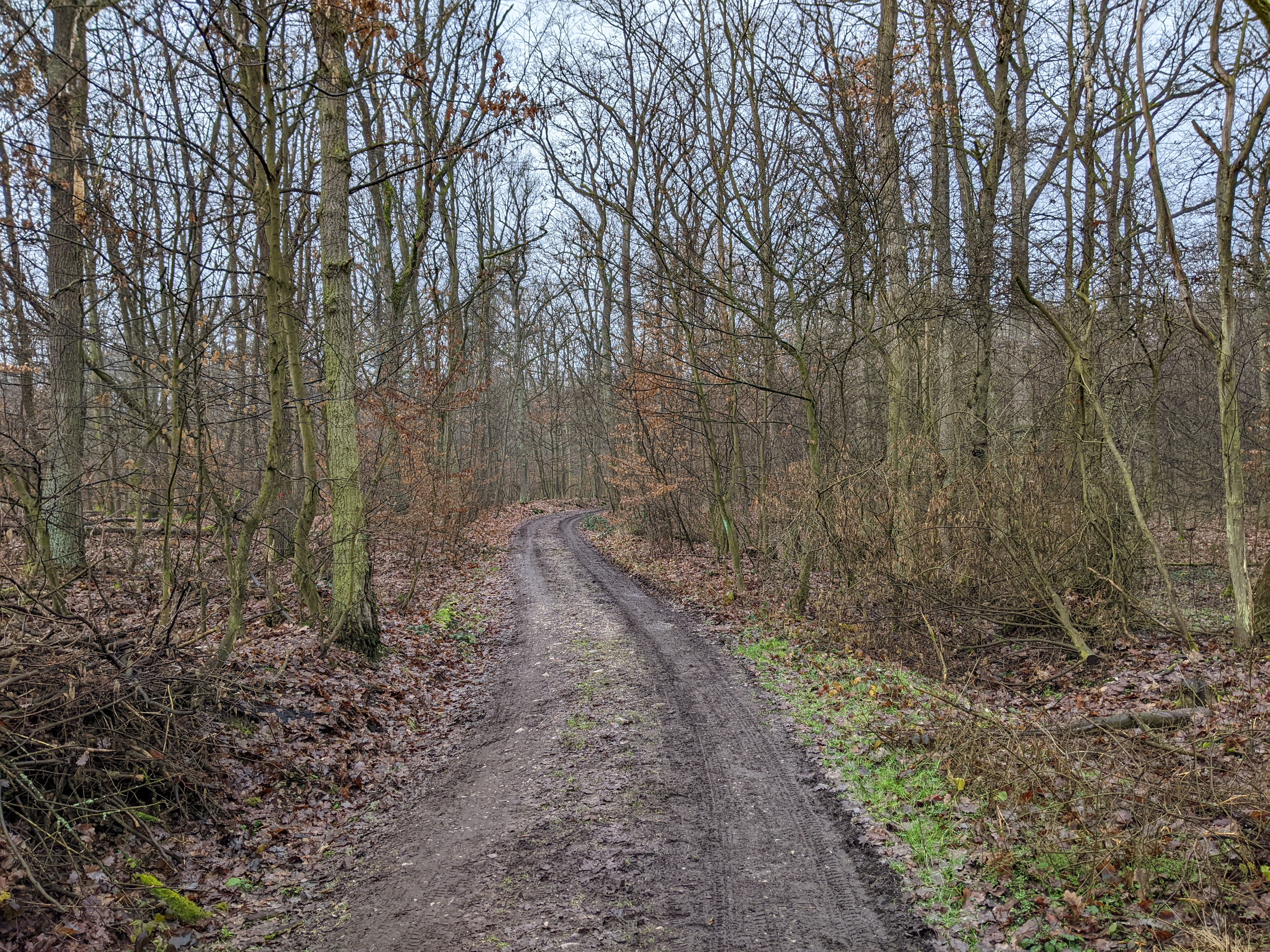
Forêt Městský bor à l’est du village de Tůně.
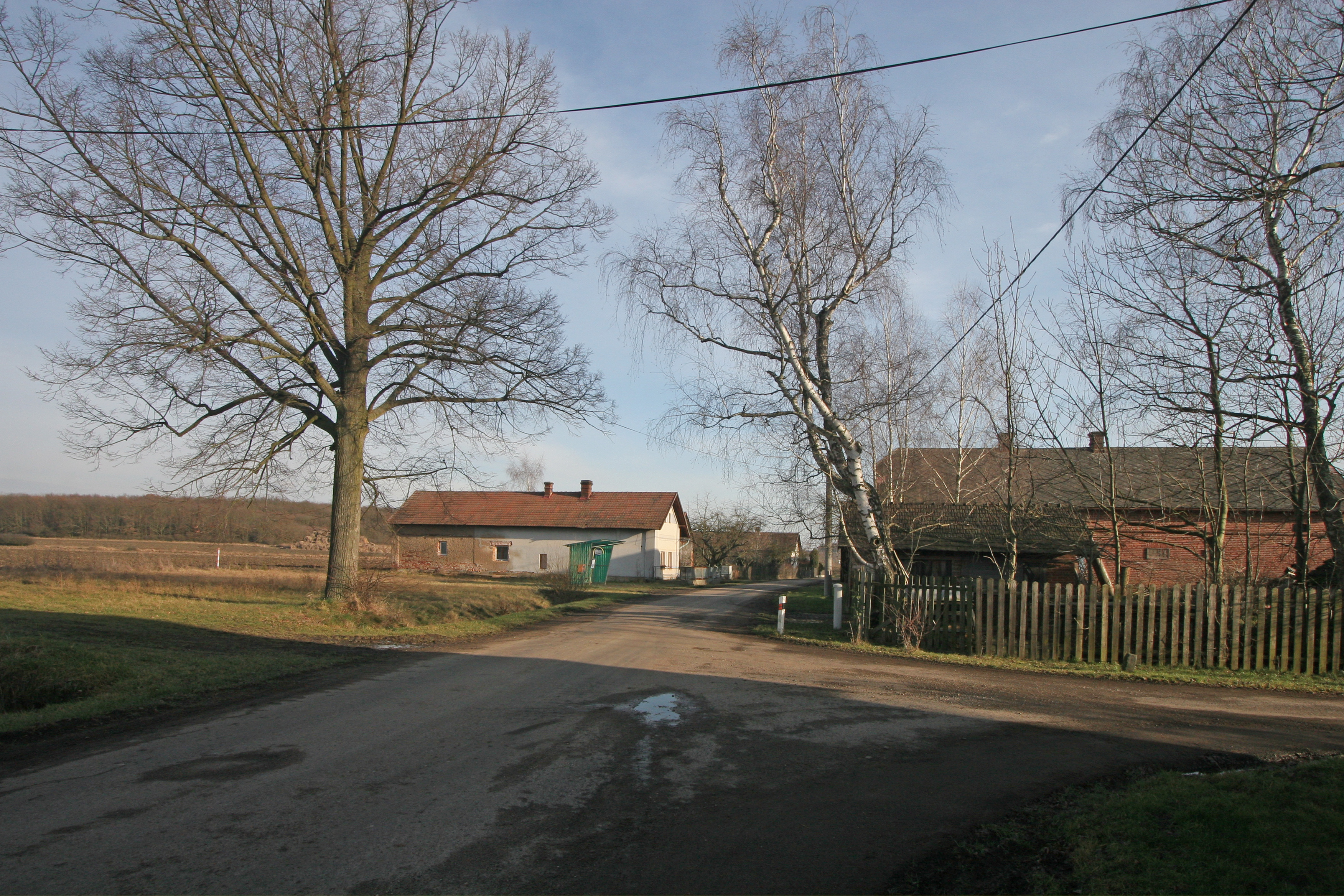
Kanice.

## Transports
Par la route, Petrovice se trouve à 7,5 km de Nechanice, à 24 km de Hradec Králové et à 107 km de Prague. 